# Porcellio parietinus
Porcellio parietinus är en kräftdjursart som beskrevs av Koch 1901. Porcellio parietinus ingår i släktet Porcellio och familjen Porcellionidae. Inga underarter finns listade i Catalogue of Life.